# Dalwallinu
Dalwallinu – miasto w Australii, w stanie Australia Zachodnia.